# Филип I Савойски-Ахая
Филип I Савойски-Ахая или Филип I Пиемонтски, Филип I Савойски (на италиански: Filippo I di Savoia-Acaia, на френски: Philippe I de Savoie-Achaïe, dit aussi Philippe I de Savoie ou de Piémont; * 1274 или 1278, Суза; † 23 септември 1334, Пинероло), е господар (сеньор) на Пиемонт (1294 – 1334) и титулярен княз на Ахая (1301 – 1307). Поставя началото на клона Савоя-Ахая.
Той освен това е господар (сеньор) на Торино, Каворето, Монкалиери, Кариняно, Вигоне, Пинероло и долините му, Пероза, Мирадоло, Вилафранка, Фросаско, Кумиана, Коленьо, Пианеца и Друенто (1295), Кавур (1300), Гасино (1305), Кавалермаджоре (1313), Асти (1305 – 1306), на кастеланството на Коринт (1301).

## Произход
Филип е първороден син на господаря на Пиемонт и граф на Мориен Томас III Савойски (* ок. 1250 † 1282), и на съпругата му Гуя (Гая) дьо Шалон (Бургундска-Конте) († 1316). Има четирима братя:
- Петер († 1332), дякон на Сализбери и главен свещеник на Лион (1304 – 1312 и 1320), архиепископ на Лион, граф на Лион и примат на Галиите (от 1307), господар на Монфосон (от 1324), господар на Сетем (от 1331)
- Томас († сл. 1340), викарий на Амиен, необявен епископ на Торино
- Амадей († сл. 1340), архидякон на Реймс (1320)
- Вилхелм († ок. 1326), абат на Сакра ди Сан Микеле (от 1310).

Има и трима вероятни полубратя от извънбрачни връзки на баща му.

## Биография

### Ранни години и борби за власт
Според френския историк Самюел Гишенон в завещанието си от 14 май 1282 г. бащата на Филип го определя за наследник и дава адекватни прерогативи на останалите си четирима сина. Той нарежда също така съпругата му да бъде опекун на децата с помощта на брат ѝ Ото IV Бургундски, господар на Салан, граф на Шалон и граф на Бургундия, и на братовчед им Аймар от Русийон, архиепископ на Лион.
Томас III умира на 15 или 16 май 1282 г. и властта отива в ръцете на чичото на баща му – Филип I Савойски, който умира на 15 или 16 август 1285 г. Въпреки че Филип се явява най-прекият наследник в рода, той отново не получава властта над Графство Савоя и тя отива в ръцете на чичо му Амадей V Савойски – второроден син на Томас II Савойски.
Майката на Филип Гуя дьо Шалон и другият му чичо по бащина линия Лудвиг Савойски изискват разпределянето на графството. През януари 1286 г. е постигнато споразумение, според което в замяна на феодална почит Лудвиг получава от брат си цялата територия на Во и титлата „барон“, Бюже и годишен доход от 400 лири, а на Филип се предоставят териториите на Пинероло и Торино с цялата територия между реките По и Дора Рипария: Каворето, Монкалиери, Кариняно, Вигоне, Пероза, Мирадоло, Вилафранка, Фросаско, Кумиана, Коленьо, Пианеца и Друенто.

### Господар на Пиемонт и временен княз на Ахая
Филип получава властта над Пиемонт на 24 февруари 1295 г., след арбитраж през 1294 г. Освен това през 1300 г. той получава териториите на Кавур, през 1305 г. – тези на Гасино, а през 1313 – тези на Кавалермаджоре. През 1305 – 1306 г. е господар на Асти. 
На 23 февруари 1301 г. Филип I се жени в Рим за Изабела дьо Вилардуен, княгиня на Ахая и на Мореа, благодарение на което става княз на Ахая и управлява Ахейско княжество заедно с нея. На 23 февруари 1301 г. той получава инвеститурата си на княз на Ахая от краля на Сицилия Шарл II Анжуйски, представляван от сина му – князът на Таранто Филип I Анжуйски. В по-късно писмо Филип I Анжуйски признава Филип Савойски за княз на Ахая. След сватбата младоженците се отправят към Пиемонт, понеже Филип трябва да уреди господарството си преди заминаването им за Мореа.
Веднъж заминал за Гърция през 1302 г., той се опитва да завладее цяла Лакония от византийците. Това е в противовес на неговия мъдър и човеколюбив предшественик Флоренц д'Ено (предишен съпруг на жена му Изабела), поддържал мир с византийския управител на столицата Мистра, възстановявайки икономическия просперитет на Мореа. Деспотичният и насочен към лична изгода начин на управление на Филип бързо поражда конфликт както с византийците, така и с местните барони. Той се опитва да потуши броженията сред тях, но през 1304 г. е принуден да приеме изискания от бароните парламент. По време на 3-годишния си престой в Мореа Филип не успява да наложи задоволително управление там. Освен това като господар на Пиемонт той не е съгласен с политиката на съседа си – графът на Прованс и крал на Сицилия Шарл II Анжуйски. През 1305 г. Филип отказва да му помогне в опита му да завладее Епир. Конфликтът между двамата се задълбочава до такава степен, че на 5 юни 1306 г. Шарл II обявява Филип за лишен от правата си над Ахейското княжество. Кралят освен това го обвинява в предателство и в това, че не му е оказал подкрепа във военната кампания срещу Епир, а съпругата му Изабела, че не е поискала съгласието му на суверен за сватбата си с Филип.
На 11 май 1307 г. Филип сключва споразумение с Шарл II Анжуйски, благодарение на което получава графство Алба в Абруцо и заедно със съпругата си Изабела се отказва доброволно от Ахейското княжество в полза на сина на Шарл II – Филип I, княз на Таранто. Това не се нрави на Изабела, която напуска мъжа си, прекарва последните си години в изгнание на териториите на бившия си съпруг Флоренц д'Ено в Графство Ено и изразява открито претенциите си към Ахая въпреки предоставената ѝ от Шарл II титла „Господарка на Каламата“ през 1308 г.

### Завръщане в Италия
Филип продължава да използва титлата „Княз на Ахая“ и след завръщането си в Италия. Той поставя началото на кадетския клон „Савоя-Ахая“ на Дом Савоя със столица Пинероло, в чиято горна част кара да се построи замък. Клонът просъществува до смъртта на Лудвиг Савойски-Ахая през 1418 г.
В Пиемонт Филип подкрепя чичо си Амадей V Савойски в неговата експанзионистична политика. През есента на 1310 г. Филип заедно с братовчед си – баронът на Во Лудвиг II и чичо си Амадей V горещо посрещат Хайнрих VII Люксембургски, който отива в Рим, за да бъде коронясан за император. По време на похода на Хайнрих VII в Италия Филип побързва да се присъедини към него в ролята на негов викарий (1311) във Верчели, Новара и Павия, но не успява да се задържи на тази позиция, както се е надявал. През 1311 г. той дори вдига срещу него градовете Асти и Верчели.
През 1311 г. Филип желае да се изплъзне от влиянието на Савойската династия и сключва споразумение с дофина Жан II дьо ла Тур дю Пен. През 1312 г., след смъртта на първата си съпруга, Филип се жени за сестра му – Катерина дьо ла Тур дю Пен. Като зестра той получава от дофина 20 хил. лири стари облигации от Виен (които обещава да върне при смърт, развод или анулиране) и голяма сребърна лира от Тур (Tournois) от Краля на Франция. В конфликта между савойския граф и дофина Филип участва като свидетел в сделките, заедно с архиепископа на Тарентез, епископа на Гренобъл и други господари. Освен това той е един от изпълнителите на завещанието на дофина Жан II по волята на последния (26 август 1318).
След споразумението с чичо си граф Амадей V Савойски от 1313 г. за взаимна защита Филип получава по различно време половината от териториите на Асти и Киери, и част от района на Канавезе.
Манфред IV от Маркграфство Салуцо му преотстъпва феодите Карманьола, Ревело и Ракониджи, а Филип отнема Кивасо от маркграфа на Монферат Теодоро I.
През 1314 г. той се обединява с миланската фамилия Висконти (с Матео I Висконти) срещу Анжуйците, с което си осигурява територията на Фосано. Между 1324 и 1332 г. построява могъщ замък там, който е характерен за града и през 2020 г.
Въпреки това Филип продължава да си съперничи със савойските графове, но докато с граф Амадей V споровете се решават с арбитражи и временни споразумения, конфликтите с братовчедите му Едуард Либералния (първоначално) и с Аймон Миролюбивия (впоследствие) се задълбочават.
През 1320 г. Филип се споразумява с Филип дьо Валоа – представител на краля на Унгария Карл Роберт за това да защитава владенията на Анжуйците в Пиемонт срещу Висконти, с което получава феодите Савиляно и Бра, и териториите на Виланова, Кастелнуово и Бутилиера.
Експанзионистичната политика на Филип провокира създаването на коалиция между Маркграфовете на Монферат, Маркграфовете на Салуцо и Анжуйските управители на Кунео.
В завещанието си от 9 юни 1330 г. Филип посочва като свой пръв наследник първородния си син Жак Савойски-Ахая и като негова регентка майката на момчето и негова втора съпруга Катерина дьо ла Тур дю Пен.
Умира в Пинероло на 23 септември 1334 г. на 56-годишна възраст и е погребан в църквата „Св. Франциск“ (San Francesco).

## Брак и потомство
Филип се жени два пъти.
1. ∞ 12 февруари 1301 в Рим за Изабела I дьо Вилардуен (* ок. 1260/1263; † 23 януари 1312, Графство Холандия), княгиня на Ахая и на Мореа, дъщеря на Гийом II дьо Вилардуен и втората му съпруга Анна Ангела Комнина Дукина. От нея има две или три дъщери:
- Мария Савойска (* 1301, † като дете сл. 1308), вероятна
- Маргарита Савойска (* 29 януари или февруари 1303, Гърция; † сл. 8 декември 1371), 1305 преотстъпва правата си в Ахейското княжество на своя полубрат Жак Савойски-Ахая; получава като зестра кастеланства Каритена (в Аркадия) и Боселет (24 декември 1303), но ги преотстъпва преди 1324 г. за сметка на земя близо до Алба; ∞ 10 юни 1324 за Рено дьо Форез († 1369/1370), господар на Малевал, Рошблен и Сен Жармен Лавал.
- Алиса Савойска († 1368), чрез брак маркграфиня на Савона; ∞ 1. 14 декември 1325 за Манфредо дел Карето, маркиз на Савона, господар на Новело и Синео, племенник на маркиза на Финале Джакомо дел Карето; 2. 26 септември 1354 за Анселм д'Юртиер, нар. дьо Миолан, господар на Сент Елен дю Лак.

2. ∞ 7 май 1312 за Катерина дьо ла Тур дю Пен († 9 декември 1337, Пинероло), дъщеря на Хумберт I Виенски и съпругата му Анна Бургундска. От нея има петима сина и пет или шест дъщери:
- Жак Савойски-Ахая (* 6/16 януари 1315; † 14 май 1367, Пинероло), негов наследник от 1334 като господар на Пиемонт, титулярен княз на Ахая; ∞ 1. ок. 18 декември 1338 / 22 януари 1339 за Беатриче д’Есте († 1339, Ивреа), дъщеря на Риналдо II д’Есте, маркиз на Ферара и господар на Модена, и на съпругата му Лукреция ди Барбиано. Вдовец, нямат деца. 2. 9 юни 1339 за Сибила дел Балцо († 1361), дъщеря на Раймон II, 10-и господар на Бо, граф на Авелино и генерален викарий на Ахая (1264 – 1321), и втората му съпруга Етиен де Бо-Пюрикар. Вдовец, имат един син и вероятно една дъщеря 3. юли 1362 за Маргарита дьо Божо (* 1346, † 1402), дъщеря на Едуард I, господар на Божо, и съпругата му Мария дю Тил. Имат двама сина;
- Елеонора Савойска († октомври 1350, погребана в църквата „Св. Франциск“ в Павия), чрез брак маркграфиня на Салуцо; ∞ 1333 за Манфред V, маркграф на Салуцо, господар на Мулацано, Карде и Карманьола
- Вероятна дъщеря († сл. 27 май 1330); сестра ѝ Жана е посочена като трета дъщеря на родителите си в брачния си договор от 27 май 1330, което значи, че или Жана е имала незаписана, по-възрастна от нея сестра, или една от другите ѝ сестри, изброени по-долу, е по-възрастна от Жана
- Йоана (Жана, Жанет) Савойска (* ок. 1316/18, † сл. 3 ноември 1355), ∞ 27 май 1330 (договор) за Амадей дьо Поатие († сл. 1349/пр. 18 август 1350), господар на Сен Вайе, син на Аймар IV дьо Поатие и втората му съпруга Маргарита Женевска
- Амадей Савойски († 13 юни 1376), свещеник в Орлеан и Лион; епископ на Мориен (2 април 1349) и на Лозана (1354); господар на Кумиана (1367/1370). Има една извънбрачна дъщеря
- Беатриса Савойска (* 1312, † 1340), ∞ 1334 за Хумберт V дьо Тоар-Вилар († 1372), господар на Тоар и на Вилар (1336)
- Агнес Савойска (* ок. 1325, † 28 ноември ок. 1384 или сл. 2 май 1350), ∞ 1343 за Жан дьо ла Шамбър († сл. 10 април 1367 или 1371/1372), господар на Шамбър, граф на Лавил и виконт на Мориен
- Изабела (Елисавета) Савойска († ок. 1370), игуменка на манастира „Сан Джакомо“ в Пинероло
- Томас Савойски (* 1328/9, † сл. 6 октомври 1360), господар на Пианеца (от 1331), каноник и граф на църквата на Лион, епископ на Торино (от 10 ноември 1348), господар на Солие (от 1355)
- Едуард Савойски (* пр. юни 1330, Суза; † 1395), монах в Сион (от 18 февруари 1346), абат на Сан Джусто и приор на Боргето (от 1366), епископ на Беле (от 1370), епископ на Сион (от 1374), архиепископ на Тарантез (от 23 март 1386), господар на Конте и Шийон (през 1370)
- Аймон Савойски (* сл. 9 юни 1330, † сл. 13 март 1398), господар на Кумиана и Кавалермаджоре, на 19 март 1378 като губернатор на Савойския граф получава замъка на Вилафранка, ∞ пр. 11 ноември 1385 (когато е разтрогнат) за Менция от Чева, дъщеря на Ото, маркграф на Чева и съпругата му Елеонора дел Карето от маркграфовете на Салуцо.

Има няколко извънбрачни деца:
- Риналдо ди Ферексио[2]
- Беатриса Извънбрачна Савойска, ∞ 1. за Антонио Бокиарди от Вилафранка, овдовява. 2. за Гулиелмо Петити от Вилафранка, който влиза във владение на Марчеруто, принадлежало на Бокиарди[3]
- Хенриета Франциска Извънбрачна Савойска († като дете), сгодена за Мартин де Макиерат[3]
- Антонио Кокуи, Антонио Извънбрачни Савойски, с майка Серена дела Пероза, свещеник[3]
- Анселм (Ланселм) Извънбрачни Савойски, нар. „Извънбрачни Ахейски“ († сл. 1369), господар на Коленьо и на Алтесано Инфериоре (инвеститура на 7 февруари 1320, отказва се от Риволи), господар на Кумиана (октомври 1334). Поставя началото на морганатичния клон на Дом Савоя на име „Коленьо и Алтесано Инфериоре“, просъществувал до 1598 г.; ∞ за Исондина, от която има трима сина.[3]

#### Първични източници
- ((la)) Du Rivail, Aymar. De Allobrogibus libri novem.
- ((la)) Tallone, Armando. Regesto dei Marchesi di Saluzzo (1091 – 1340).
- ((la)) Wurstemberger, L. Peter der Zweite, Graf von Savoyen, Markgraf in Italien
- ((la)) Chartes du diocèse de Maurienne

#### Историографска литература
- ((it)) K.M. Setton, I latini in Grecia e nell'Egeo, dalla quarta crociata alla fine del medioevo, cap. XVI, vol. III (L'impero bizantino) della Storia del Mondo Medievale, 1999, p. 619 – 658.
- ((it)) Edward Armstrong, L'Italia al tempo di Dante, cap. VI, vol. VI (Declino dell'impero e del papato, e la nascita del mondo moderno) della Storia del Mondo Medievale, 1999, p. 235 – 296.
- ((it)) Romolo Caggese, Italia, 1313 – 1414, cap. VII, vol. VI (Declino dell'impero e del papato, e la nascita del mondo moderno) della Storia del Mondo Medievale, 1999, p. 297 – 331.
- ((it)) Datta, Storia dei principi di Acaia, Torino 1836
- ((it)) F. Gabotto, Storia del Piemonte nella prima metà del sec. XIV, Torino 1894
- ((fr)) Flour de Saint-Genis, Victor. Histoire de Savoie, d'après les documents originaux,...Tome 1
- ((fr)) Guichenon, Samuel. Histoire généalogique de la royale maison de Savoie, justifiée par titres,...
- ((fr)) Frézet, Jean. Histoire de la Maison de Savoie
- ((fr)) Guichenon, Samuel. Preuves de l'Histoire généalogique de la royale maison de Savoie, justifiée par titres,...
- ((fr)) Buchon. Le livre de la conqueste de la princée de la Morée
- ((en)) Miller, William. The Latins in the Levant, a history of Frankish Greece (1204 – 1566)
- ((fr)) Histoire des ducs de Bourgogne et des comtes de Forez
- ((fr)) Museo scientifico, letterario ed artistico:Beatrice Fieschi, с. 53 e 54

## Обяснителни бележки
1. ↑  Към 2021 г. Каворето (Cavoretto) е голям торински крайречен квартал. До 1889 г. е бил независима община.
2. ↑  дн. градче Салан ле Бен (Salins-les-Bains) в деп. Жура, Франция
3. ↑  дн. град Шалон сюр Сон (Chalon-sur-Saône) в деп. Сон е Лоар, Франция
4. ↑  Според завещателните разпореждания на граф Амадей IV Савойски при липсата на наследник от мъжки пол негов наследник е брат му – дядото на Филип Томас II Савойски (Wurstemberger, L. Peter der Zweite, Graf von Savoyen, Markgraf in Italien, doc. 133, с. 68), следователно, след смъртта на дядото и бащата наследник би трябало да е Филип, който по онова време обаче е на около 7 г., така че наследник става второродният син на Томас II и чичо на Филип – Амадей V Савойски.
5. ↑  Бюже (Bugey) е исторически и природен район в дн. деп. Ен, Франция
6. ↑  Френският историк Виктор Флор дьо Сан-Жани в своята Histoire de Savoie (с. 264) съобщава, че арбитражът е сключен в Лион и регулира разделението на наследствата на родителите и на чичовците Петер II Савойски и Филип I Савойски.

## Библиографски бележки
1. ↑  fmg.ac
2. 1 2 3 4  Enciclopedia Genealogica del Mediterraneo. Savoia //   Посетен на 21 септ. 2021. (на италиански)
3. 1 2 3 4 5 6 7 8  Foundation of Medieval Geneaology. Philippe de Savoie //   Посетен на 11.5.2020. (на английски)
4. ↑  Guichenon, Samuel. Histoire généalogique de la royale maison de Savoie.   p. 308 и 313. (на френски)
5. ↑  Guichenon, Samuel. Preuves de l'Histoire généalogique de la royale maison de Savoie.   p. 100 – 102. (на френски)
6. ↑  Flour de Saint-Genix, Victor. Histoire de Savoie, d'après les documents originaux,....   p. 263. (на френски)
7. ↑  de Gerbaix de Sonnaz, A. Mémoire historique sur Louis II de Savoire, sire de Vaud, sénateur de Rome (1310 – 1312), de 1275 à 1349 //  Mémoires de l'Académie royale de Savoie (5th series, 1908), I.
8. 1 2  Guichenon, Samuel. Histoire généalogique de la royale maison de Savoie....   p. 316 – 317. (на френски)
9. ↑  Frézet, Йеан. Histoire de la Maison de Savoie, Volume 1.   p. 277. (на френски)
10. ↑  Guichenon, Samuel. Preuves de l'Histoire généalogique de la royale maison de Savoie.   с. 103 – 104.
11. ↑  Miller, William. #ES The Latins in the Levant, a history of Frankish Greece (1204 – 1566).   1908. p. 196. (на английски)
12. 1 2 3  Setton, K. M. I latini in Grecia e nell'Egeo, dalla quarta crociata alla fine del medioevo, cap. XVI, vol. III.   с. 635.
13. ↑  Guichenon, Samuel. Preuves de l'Histoire généalogique de la royale maison de Savoie.   p. 104 – 105. (на френски)
14. ↑  Armostrong, Edward. L'Italia al tempo di Dante, cap. VI, vol. VI.   с. 274. (на италиански)
15. ↑  Пак там.   с. 278.
16. ↑  Guichenon, Samuel. Preuves de l'Histoire généalogique de la royale maison de Savoie....   p. 106 – 107. (на френски)
17. ↑  Ulysse Chevalier, Regeste dauphinois..., Impr. valentinoise, 1912 – 1926, p. 91 – 92.
18. ↑  Пак там, с. 160 – 161.
19. ↑  Пак там, с. 339.
20. ↑  Guichenon, Samuel. Preuves de l'Histoire généalogique de la royale maison de Savoie....   с. 107 – 109. (на латински)
21. ↑  Caggese, Romolo. Italia, 1313 – 1414, cap. VII, vol. VI.   с. 310 – 311. (на италиански)
22. ↑  Guichenon, Samuel. Preuves de l'Histoire généalogique de la royale maison de Savoie....   с. 109 – 110. (на латински)
23. ↑  Guichenon, Samuel. Histoire généalogique de la royale maison de Savoie....   p. 321. (на френски)
24. ↑  LivreDe Allobrogibus libri novem.   с. 441. (на латински)

|  | Тази страница частично или изцяло представлява превод на страницата Filippo I di Savoia-Acaia в Уикипедия на италиански. Оригиналният текст, както и този превод, са защитени от Лиценза „Криейтив Комънс – Признание – Споделяне на споделеното“, а за съдържание, създадено преди юни 2009 година – от Лиценза за свободна документация на ГНУ. Прегледайте историята на редакциите на оригиналната страница, както и на преводната страница, за да видите списъка на съавторите. ВАЖНО: Този шаблон се отнася единствено до авторските права върху съдържанието на статията. Добавянето му не отменя изискването да се посочват конкретни източници на твърденията, които да бъдат благонадеждни. |